# Semasiologie
Die Semasiologie (von griechisch σημασία [semasía] „Bedeutung“) im engeren Sinne ist innerhalb der Semiotik und als Teilgebiet der Semantik die Lehre von den Wortbedeutungen. Die Semasiologie ist eine Verfahrensweise der Lexikologie, bei der man zuerst von einem Wort ausgeht und dann dessen Bedeutungen aufzeigt. 

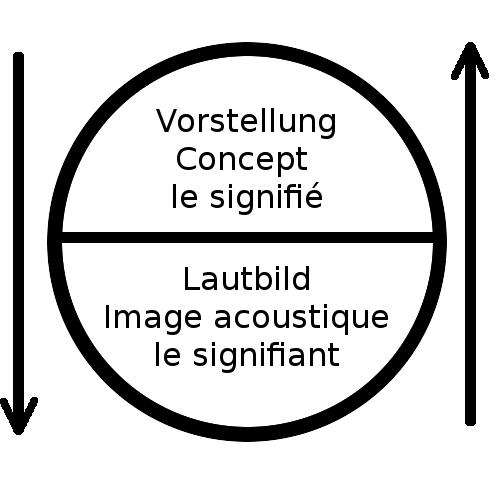
Zusammenhang und gegenseitiger Verweis von Signifikat (le signifié) und Signifikant (le signifiant) im Gebrauch eines Zeichens nach Saussure.
Der linksseitige Pfeil symbolisiert die Verwendung, in der eine Lautfolge als bezeichnend für eine mentale Vorstellung steht, wodurch also ein Ausdruck als der Signifikant zur Bezeichnung eines Begriffs werden kann (siehe Onomasiologie). Der rechtsseitige Pfeil zeigt dagegen die Richtung einer Verwendung, mit der eine mentale Vorstellung als bezeichnet durch eine Lautfolge aufgefasst wird, wodurch also ein Begriffsinhalt als das Signifikat zur Bedeutung eines Ausdrucks werden kann (Semasiologie).

## Semasiologische Fragestellungen
Semasiologische Fragestellungen sind beispielsweise „Was bedeutet das Wort Arbeit?“ oder „Was ist der Unterschied zwischen (oder die Gemeinsamkeit von) Konzern und Unternehmen?“ Da ein Wort als Homonym oder Polysem je nach Kontext verschiedene Bedeutungen haben kann, untersucht die Semasiologie auch immer den Zusammenhang zwischen Text und Wort, ohne den sich solche Mehrdeutigkeiten nicht auflösen lassen.

## Geschichte der Semasiologie
Die Semasiologie wurde 1825 von Karl Christian Reisig mit seinen Vorlesungen über lateinische Sprachwissenschaft begründet. Die Untersuchungen über diese Thematik wurden vor allem von Friedrich August Eckstein, Gerhard Franz, Friedrich Haase, Ferdinand Heerdegen, H. Lehmann, Hermann Peter, Richard Chenevix Trench (1807–1886) u. a. fortgesetzt. Dabei wurde die Semasiologie zunächst vorwiegend historisch betrieben. Sie war somit im Wesentlichen an Bedeutungswandel interessiert.
Heinz Kronasser bemühte sich in seinem Handbuch der Semasiologie um eine psychologische Erklärung der Veränderung der Wörter. Weitere bedeutende Arbeiten zur Semasiologie lieferten u. a. Stephen Ullmann, Kurt Baldinger und Otto Duchácek. Aus den Untersuchungen ging hervor, dass sich die Semasiologie im Wesentlichen auf eine Erforschung wechselseitiger Beeinflussungen von Wörtern und die daraus folgenden Resultate beschränkte. Ein Resultat der Untersuchungen im Zusammenhang mit der Onomasiologie hat den sprachwissenschaftlichen Beweis erbringen können, dass Wort und Begriff nicht identisch sind.

## Onomasiologie – Etymologie – Onomastik
Das Gegenteil der Semasiologie ist die Onomasiologie, die von Begriffen oder Gegenständen ausgeht und danach fragt, wie diese zu bestimmten Zeiten, an bestimmten Orten bezeichnet werden.
Mit der Herkunft und Geschichte von Wörtern beschäftigt sich die Etymologie, die auch Fragen zur Bedeutung von Wörtern umfasst.
Die Onomastik (Namenforschung) geht speziell auf die Herkunft, Bedeutung und Verbreitung von Namen ein.